# آلاگزنه‌ای پشت‌خال‌خالی
آلاگزنه‌ای پشت‌خال‌خالی (نام علمی: Hypoedaleus guttatus) نام یک گونه از تیره مورچه‌مرغ است.